# جیانینا فاسیو
جیانینا فاسیو (به انگلیسی: Giannina Facio) یا خانم اسکات زاده ۱۰ سپتامبر ۱۹۵۵، بازیگر و تهیه‌کننده کاستاریکایی و همسر کارگردان و تهیه‌کننده برجسته سینما ریدلی اسکات است که در تعدادی از فیلم فیلمهای او نقش‌های کوتاهی داشته‌است. او ابتدا در فیلم طوفان سفید (به انگلیسی: White Squall) با اسکات همکاری کرد و از زمان فیلم هانیبال شریک زندگی او بوده‌است. در فیلم گلادیاتور نقش همسر راسل کرو را بازی کرد. او از سال ۱۹۹۶ تقریباً در تمامی فیلمهای ریدلی اسکات بجز فیلم‌های گانگستر آمریکایی، مریخی و بیگانه: میثاق اسکات ظاهر شده‌است. جیانینا فاسیو و ریدلی اسکات در ژوئن سال ۲۰۱۵ ازدواج کردند. پدر فاسیو، گونزالو فاسیو سگردا (به انگلیسی: Gonzalo Facio Segreda) وکیل، سیاستمدار و دیپلمات کاستاریکا بود.

## فیلمشناسی

### به عنوان هنرپیشه
| سال  | عنوان                                     | نقش                                       | توضیحات                  |
| ---- | ----------------------------------------- | ----------------------------------------- | ------------------------ |
| ۱۹۸۴ | Poppers                                   | لولا                                      | [ ۱ ]                    |
| ۱۹۸۵ | Miami Vice                                | مدل                                       | قسمت: "The Prodigal Son" |
| ۱۹۹۰ | Nel giardino delle rose                   |                                           |                          |
| ۱۹۹۰ | Delta Force Commando II: Priority Red One | جونا                                      |                          |
| ۱۹۹۰ | Vacanze di Natale '90                     | ریتا                                      |                          |
| ۱۹۹۱ | L'odissea                                 | هلن                                       | تله‌فیلم                  |
| ۱۹۹۲ | Nessuno mi crede                          | مای                                       |                          |
| ۱۹۹۲ | Extralarge: Cannonball                    | منشی                                      | تله‌فیلم                  |
| ۱۹۹۳ | Torta di mele                             |                                           |                          |
| ۱۹۹۶ | Il cielo è sempre più blu                 |                                           |                          |
| ۱۹۹۶ | طوفان سفید (فیلم)                         | Girlschool Teacher                        |                          |
| ۱۹۹۷ | No se puede tener todo                    | مارگا                                     |                          |
| ۱۹۹۷ | جی.آی. جین                                | Girl at the Beach Party                   |                          |
| ۱۹۹۸ | Spanish Fly                               | Antonio's Date #2                         |                          |
| ۱۹۹۹ | The Hunger                                | Vivica Linders                            | قسمت: "Night Bloomer"    |
| ۲۰۰۰ | گلادیاتور (فیلم ۲۰۰۰)                     | همسر ماکسیموس                             |                          |
| ۲۰۰۱ | هانیبال (فیلم ۲۰۰۱)                       | Verger's Fingerprint Technician           |                          |
| ۲۰۰۱ | سقوط شاهین سیاه (فیلم)                    | Stephanie Shughart (در عنوان بندی نیامده) |                          |
| ۲۰۰۳ | مردان چوب‌کبریتی                           | Bank Teller                               |                          |
| ۲۰۰۵ | قلمرو بهشت (فیلم)                         | خواهر صلاح الدین                          |                          |
| ۲۰۰۶ | یک سال خوب                                | Maitre D'                                 |                          |
| ۲۰۰۸ | یک مشت دروغ                               | همسر هافمن                                |                          |
| ۲۰۱۰ | رابین هود (فیلم ۲۰۱۰)                     | Lady-in-Waiting                           |                          |
| ۲۰۱۲ | پرومتئوس (فیلم)                           | خانم شاو                                  |                          |
| ۲۰۱۳ | مشاور (فیلم)                              | Woman with Mobile Phone                   |                          |
| ۲۰۱۴ | خروج: خدایان و پادشاهان                   | خواهر Jethro's                            |                          |
| ۲۰۱۷ | تمام پول‌های جهان                          | Art Dealer's Assistant                    |                          |

### به عنوان تهیه‌کننده
- مردان چوب‌کبریتی (2003) – co-producer
- تریستان و ایزولد (فیلم) (۲۰۰۶)
- ضربه مغزی (فیلم ۲۰۱۵) (۲۰۱۵)
- مارک فلت: مردی که کاخ سفید را به خاک سیاه نشاند (۲۰۱۷)